# Kaja Grygiel
Kaja Grygiel (ur. 13 sierpnia 1997) – polska koszykarka, występująca na pozycji rozgrywającej, obecnie zawodniczka MKS-u Pruszków.

## Osiągnięcia
Stan na 30 marca 2023.

### Drużynowe
- Zdobywczyni Pucharu Polski (2016)[1]
- Mistrzyni I ligi (2022  – awans do EBLK)[2]
- Wicemistrzyni I ligi (2021)[3]

### Indywidualne
- Liderka w skuteczności rzutów za 3 punkty I ligi (2020 – 42,6%, 2021 – 47,2%)[4][5]